# 拉维尔欧布瓦 (奥布省)
拉维尔欧布瓦（法語：La Ville-aux-Bois，法語發音：[la vil o bwa]）是法国奥布省的一个市镇，属于奥布河畔巴尔区。

## 地理
拉维尔欧布瓦（48°24'25"N, 4°41'25"E）面积5.56 平方千米，位于法国大東部大區奥布省，该省份为法国中北部省份，北起马恩省，西接塞纳-马恩省，西南至约讷省，东南至科多尔省，东临上马恩省。
与拉维尔欧布瓦接壤的市镇（或旧市镇、城区）包括：埃波泰蒙、苏莱讷迪、塞丰、里沃代尔瓦斯。

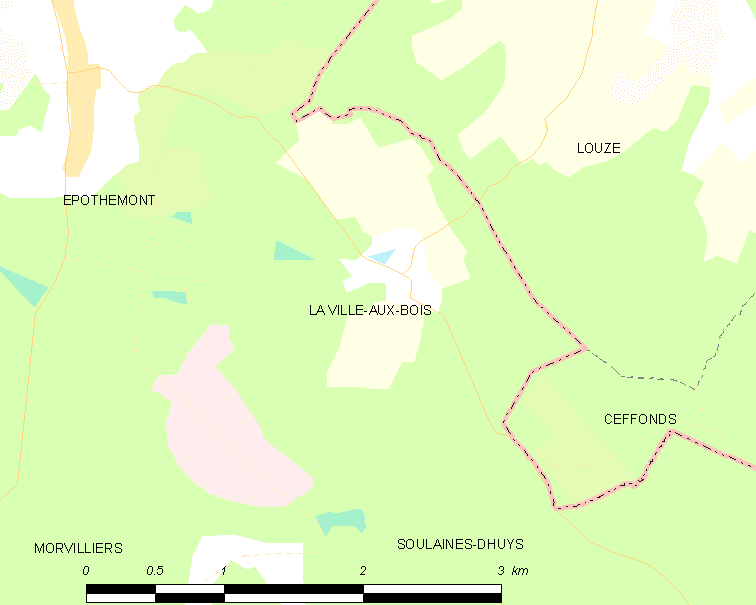
的OSM定位图

拉维尔欧布瓦的时区为UTC+01:00、UTC+02:00（夏令时）。

## 行政
拉维尔欧布瓦的邮政编码为10500，INSEE市镇编码为10411。

## 政治
拉维尔欧布瓦所属的省级选区为奥布河畔巴尔县。

## 人口

1962-2008年间人口变化图示

拉维尔欧布瓦于2022年1月1日时的人口数量为28人。